# Cornel Burtică
Cornel Burtică (* 3. September 1931 in Zegujani, Florești, Kreis Mehedinți; † 11. Juni 2013, Cluj-Napoca) war ein rumänischer Diplomat und Politiker der Rumänischen Kommunistischen Partei PMR (Partidul Muncitoresc Român) und ab 1965 PCR (Partidul Comunist Român), der unter anderem zwischen 1966 und 1969 als Botschafter in Italien, Marokko sowie Malta fungierte und von 1974 bis 1982 Mitglied des Politischen Exekutivkomitees des Zentralkomitees (ZK) sowie zugleich zwischen 1974 und 1979 auch Mitglied des Sekretariats des ZK der PCR war. Er war ferner mehrere Jahre Minister sowie zwischen 1977 und 1982 auch Vize-Ministerpräsident.

## Leben

### Studium, Jugendfunktionär und Botschafter
Burtică begann nach dem Schulbesuch 1951 ein Studium im Fach Elektromechanik am Institut für Geologie und Bergbau in Bukarest, das er 1955 als Ingenieur abschloss. Anschließend war er einige Zeit als Organisator im Stadtkomitee Bukarest der Union der jungen Werktätigen UTM (Uniunea Tineretului Muncitor), des Jugendverbandes der Kommunistischen Partei, tätig und trat im März 1956 der PMR als Mitglied bei. Im Anschluss begann er 1956 seine berufliche Tätigkeit als Chefforscher und Universitätsassistent am Institut für Bergbau, wechselte aber kurz darauf an das Institut für Erdöl, Erdgas und Geologie.
Im September 1957 übernahm er die Funktion als Sekretär des Komitees der Studentenverbände in Bukarest und wurde gleichzeitig Kandidat des Parteikomitees der Universität Bukarest. 1961 wurde er erstmals Mitglied der Großen Nationalversammlung (Marea Adunare Națională) und vertrat dort bis 1965 den Wahlkreis Ilie Pintilie. Daneben war er bis zum 31. März 1962 Sekretär des ZK der UTM sowie gleichzeitig Präsident des Rates der UASR (Uniunea Asociațiilor Studenților Comuniste din România).
Im Anschluss wechselte Burtică in den Dienst des Außenministeriums und war zunächst bis zum 7. März 1966 Botschaftsrat an der Botschaft in Frankreich. Kurz zuvor wurde er 10. Februar 1966 zum außerordentlichen und bevollmächtigten Botschafter in Italien berufen und bekleidete diesen diplomatischen Posten bis zum 29. April 1969. Gleichzeitig war er vom 28. September 1966 bis zum 29. April 1969 als Botschafter in Marokko sowie zwischen dem 22. November 1968 und dem 29. April 1969 auch als Botschafter in Malta akkreditiert.

### Minister und ZK-Sekretär
Nach seiner Rückkehr nach Rumänien wurde Burtică am 29. April 1969 als Minister für Außenhandel (Ministru al Comerțului Exterior) in die Regierung von Ministerpräsident Ion Gheorghe Maurer berufen und bekleidete dieses Ministeramt bis zum 23. Februar 1972. Er wurde des Weiteren am 12. August 1969 Mitglied des ZK der PCR und gehörte diesem bis zum 8. Oktober 1982 an. Am 21. Juli 1972 wurde er Kandidat des Exekutivkomitees des ZK der PCR und verblieb in dieser Funktion bis zum 28. November 1974. Er war ferner vom 30. Dezember 1973 bis zum 2. November 1976 Präsident des Nationalrates der Rundfunkgesellschaft Radiodifuziunii Române.
Im Anschluss wurde Burtică auf dem elften Parteitag der PCR vom 24. bis 27. November 1974 Mitglied des Politischen Exekutivkomitees des ZK der PCR und gehörte diesem obersten Führungsgremium der Partei bis zum 8. Oktober 1982 an. Zugleich fungierte er zwischen dem 28. November 1974 und dem 23. November 1979 auch als Mitglied des ZK-Sekretariats. Als solcher war er auch Leiter der ZK-Abteilung für Propaganda sowie verantwortlich für die Koordinierung des Rates für Kultur und sozialistische Bildung, der Akademie für Sozial- und Politikwissenschaften „Ștefan Gheorghiu“, des Instituts für historische und sozialpolitische Studien, den politischen Verlagen sowie des Architektenverbandes (Uniunea Arhitecților).

### Vize-Ministerpräsident und Machtverlust 1982
1975 wurde er wieder zum Mitglied der Großen Nationalversammlung gewählt, in der er erst den Wahlkreis Nr. 1 Drobeta Turnu Severin vertrat, sowie anschließend zwischen 1980 und 1985 den Wahlkreis Nr. 1 Ploiești-Sud.
Neben seiner Tätigkeit in der Parteiführung wurde Burtică am 27. Januar 1977 auch Vize-Ministerpräsident in der Regierung von Ministerpräsident Manea Mănescu und übte diese Funktion auch in der Regierung von dessen Nachfolger Ilie Verdeț bis zum 21. Mai 1982 aus. Zugleich bekleidete er zwischen dem 7. März 1978 und dem 21. März 1982 das Amt des Ministers für Außenhandel und internationale wirtschaftliche Zusammenarbeit (Ministru al Comerțului Exterior și Cooperârii Economice Internaționale).
Im Mai 1982 kam es bei Burtică zu einem Verlust seiner einflussreichen Partei- und Regierungsämter. Zunächst wurde er noch am 24. Mai zum Ersten Sekretär des Parteikomitees sowie Präsidenten des Exekutivkomitees des Volksrates im Kreis Prahova in der Walachei ernannt, ehe er im Oktober 1982 auf den Posten des Direktors der Fabrik 1 Mai in Ploiești abgeschoben wurde und diesen bis März 1990 bekleidete. 1985 schied er auch aus der Großen Nationalversammlung aus.

### Ehrungen und Auszeichnungen
Für seine langjährigen Verdienste wurde Burtică mehrfach ausgezeichnet und erhielt unter anderem 1962 den Orden der Arbeit Zweiter Klasse (Ordinul Muncii), 1969 den Stern der Sozialistischen Republik Rumänien Dritter Klasse (Ordinul Steaua Republicii Socialiste România), 1971 den Stern der Sozialistischen Republik Rumänien Zweiter Klasse, 1974 den Orden 23. August Zweiter Klasse (Ordinul 23. August) sowie 1981 den Orden 23. August Erster Klasse.